# Zoborožec celebeský
Zoborožec celebeský (Rhabdotorrhinus exarhatus) je druh zoborožce z rodu Rhabdotorrhinus, který se endemicky vyskytuje na indonéském ostrově Sulawesi a přilehlých menších ostrovech.

## Systematika a rozšíření
Zoborožce celebeského formálně popsal v roce 1823 nizozemský přírodovědec Coenraad Jacob Temminck. Vyskytuje se ve dvou poddruzích s tímto rozšířením:
- R. e. exarhatus (Temminck, 1823) – severní Sulawesi a ostrov Lembeh;
- R. e. sanfordi Stresemann, 1932 – střední, východní a jižní Sulawesi, Muna a Butung.

Druhové jméno exarhatus pochází z latinského exaratus, čili „vyoraný“. Druh se řadí do rodu Rhabdotorrhinus, avšak dříve se zařazoval do rodu Penelopides. Nejbližším příbuzným zoborožce celebeského je zoborožec vrásčitý (Rhabdotorrhinus corrugatus).

## Stanoviště
Stanoviště druhu tvoří nížinatý prales, občas i vzrostlý, starší sekundární les do 650 m n. m., výjimečněji do 1100 m n. m. Pro zoborožce jsou důležité hlavně vysoké statné stromy, v jejichž dutinách hnízdí.

## Popis

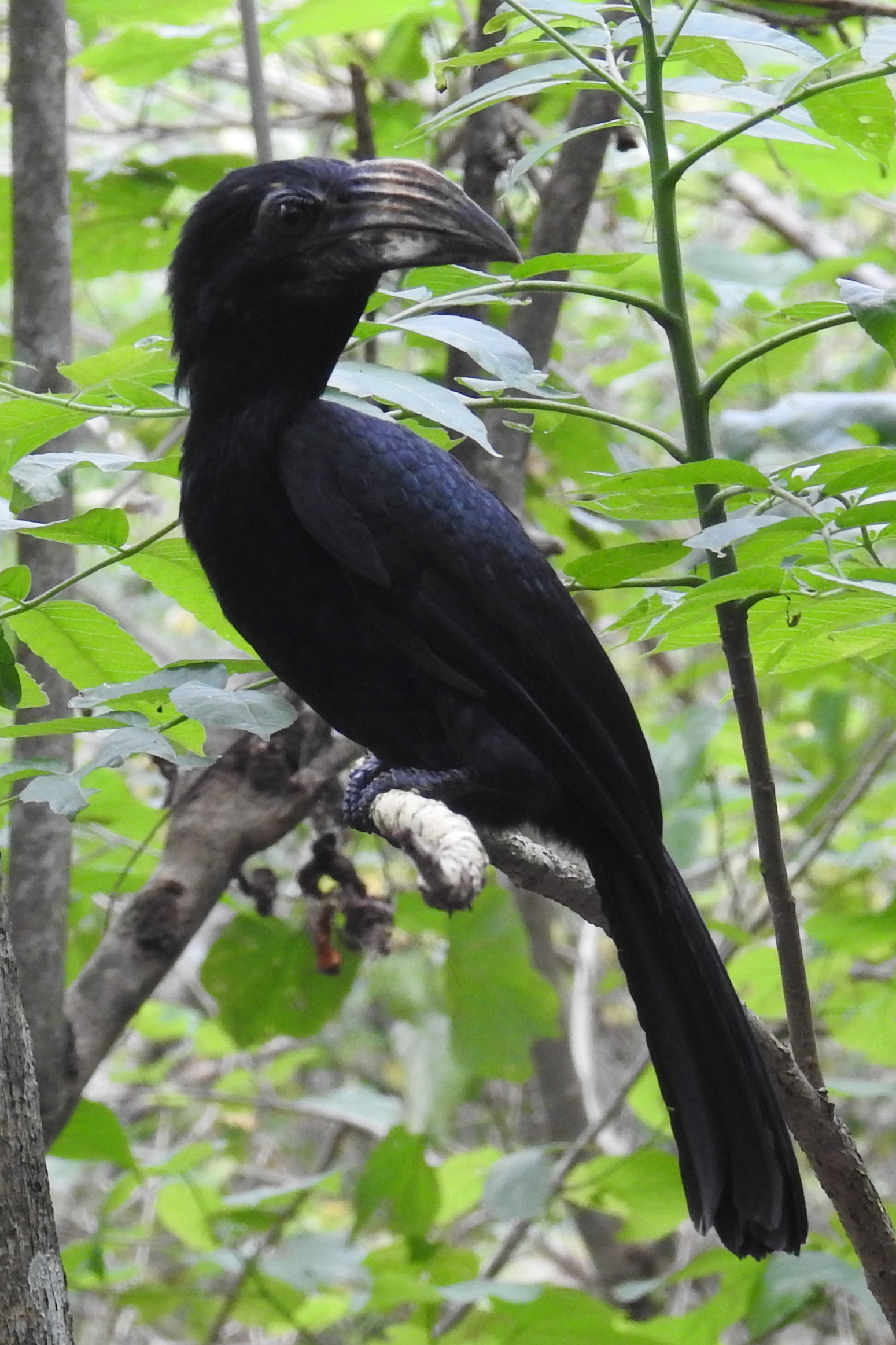
Samice

Tento zoborožec dosahuje výšky kolem 45 cm, váha samice se pohybuje kolem 370 g. Drtivá většina opeření samice i samice je černá, pouze tvář samce včetně hrdla (mimo korunku) je žlutobílá. Samice je cele černá. Svrchní část těla má kovově zelený odlesk. Zobák je bledě žlutý a hnědý, na horní čelisti je posazena nízká dlouhá, podélně rýhovaná přilbice. Duhovky jsou červené, nohy černé. Kolem očí se nachází neopeřený kroužek, takže u samce prosvítá žlutá kůže a u samice černá. Samice bývá o něco menší než samec.

## Biologie
Při krmení se vyskytuje v malých rodinných skupinkách o 4–8 jedincích, kteří spolu pomalu prolétávají stromovým baldachýnem a hledají potravu. Živí se převážně ovocem, jídelníček si zpestřuje většími bezobratlými živočichy a případně i hmyzem.

### Hnízdí
Během hnízdění utváří menší sociální skupinky do 10 členů. Jedná se o kooperativního hnízdiče, tzn. hlavnímu páru samce a samice při hnízdění ještě pomáhá až 8 (průměrně však jen 2) další zoborožci, samci i samice. Hnízdí v dutinách vzrostlých stromů. Typicky se jedná o přirozeně se vyskytující dutiny, avšak může zahnízdit i např. v dírách vydlabaných datly. V některých oblastech využívá stejné stromové dutiny jako zoborožec přílbový (Rhyticeros cassidix). Hnízda se vyskytují od 7 do 32 m nad zemí. Doba kladení vajec spadá na duben až říjen. Podobně jako u ostatních zoborožců, i u zoborožce celebeského dochází k zazdění samice na hnízdě výstavbou menší zídky, ve které je ponechán pouze otvor na předávání potravy. Samičin partner a další pomocníci ji krmí pomocí regurgitace. V zajetí trvala inkubace 28–30 dní, mláďata opustila hnízdo ve věku 55–70 dní; samice opustila hnízdo asi měsíc přes svými potomky.

## Ohrožení
Mezinárodní svaz ochrany přírody (IUCN) považuje zoborožce celebeského za zranitelný druh. Na vině je hlavně úbytek přirozených stanovišť, jejich přeměna a fragmentace. Nížinatý prales je na Sulawesi kácen s cílem výstavby a získání zemědělské půdy. Do jisté míry druh ohrožuje i lov, avšak ne do takové míry jako úbytek habitatu. Lovci loví zoborožce jednak na maso, a jednak na prodej do domácích chovů, jelikož místní někdy drží zoborožce jako domácí mazlíčky.